# Lastreopsis davallioides
Lastreopsis davallioides är en träjonväxtart som först beskrevs av Brackenr., och fick sitt nu gällande namn av Tindale. Lastreopsis davallioides ingår i släktet Lastreopsis och familjen Dryopteridaceae. Inga underarter finns listade.